# What a Widow!
What a Widow! is een Amerikaanse filmkomedie uit 1930 onder regie van Allan Dwan. De film is wellicht zoekgeraakt.

## Verhaal
Als de echtgenoot van Tamarind Brook sterft, laat hij haar 5 miljoen dollar na. Zij reist naar Parijs om er goede sier te maken. Ze wordt er onder meer het hof gemaakt door een rijke rokkenjager en door haar advocaat.

## Rolverdeling
| Acteur                | Personage      |
| --------------------- | -------------- |
| Gloria Swanson        | Tamarind Brook |
| Owen Moore            | Gerry Morgan   |
| Lew Cody              | Victor         |
| Margaret Livingston   | Valli          |
| William Holden        | Mijnheer Lodge |
| Herbert Braggiotti    | Jose Alvarado  |
| Gregory Gaye          | Baslikoff      |
| Adrienne D'Ambricourt | Paulette       |
| Nella Walker          | Markiezin      |
| Daphne Pollard        | Masseuse       |